# Moelv
Moelv er en norsk landsby i Ringsaker kommune i Innlandet. Moelv har 1023 indbyggere og er placeret i slutningen af Moelva ved Mjøsa 'østlige bred. Moelv og Brumunddal i Ringsaker fik begge bystatus fra 1. januar 2010. Moelv har imidlertid lidt byudvikling og falder uden for det, der normalt kaldes en by.

## sted
Den største industrivirksomhed er Moelven Industrier, en af Skandinaviens førende leverandører af byggevarer og relaterede tjenester. Koncernen har 39 driftsenheder i Norge, Sverige og Danmark. Moelven Industrier ASA har i alt ca. 3300 ansatte. Et andet industrivirksomhed er Gunnar Hippe, der blandt andet producerer trailere.

## Bilder
- Moelva, som har gitt navn til stedet
- Fagskolen på Vea
- Spritbua ved Skibladnerbrygga
- Åsmarkvegen